# Chiesa della Madonna del Rosario (Comacchio)
La chiesa della Madonna del Rosario è una parrocchiale a Comacchio, in provincia di Ferrara. Appartiene al vicariato di San Cassiano dell'arcidiocesi di Ferrara-Comacchio e la sua costruzione risale al XVI secolo Venne eretta a parrocchiale il 2 febbraio 1952.

## Storia
La Confraternita del Santo Rosario eretta nel 1572 nella chiesa di Santa Maria in Aula Regia ottenne il permesso di utilizzare la chiesetta di San Mauro, che nel corso del tempo iniziò ad essere chiamata del Rosario dal nome della suddetta confraternita; questa nuova denominazione è attestata nella relazione della visita pastorale del 1618. Nel 1622 la confraternita del Rosario dovette lasciare la chiesetta ai Padri Agostiniani, che la riedificarono tra il 1624 ed il 1629. La torre campanaria venne eretta nel 1632, crollò nel 1752 e fu ricostruita l'anno successivo. L'edificazione della chiesa ai primi decenni del XVII secolo sono confermati dalla medesima datazione di alcune opere che vi sono conservate. L'edificio venne ristrutturato nel 1958.

## Descrizione

### Esterni
La chiesa, che si trova in via Sambertolo, non ha sagrato dedicato trovandosi nel centro storico di Comacchio, è affiancata dal campanile e ha un orientamento con asse nord-sud.

La facciata è in laterizio, suddivisa verticalmente da lesene in tre parti. Il portale di accesso non ha bussola.
Il lato sinistro dell'edificio è in parte intonacato e sono visibili le strutture delle cappelle. 
Il lato destro aderisce ad altre strutture edilizie. Il tetto ha copertura in laterizio (coppi).
Il campanile è addossato alla parte presbiteriale della chiesa.

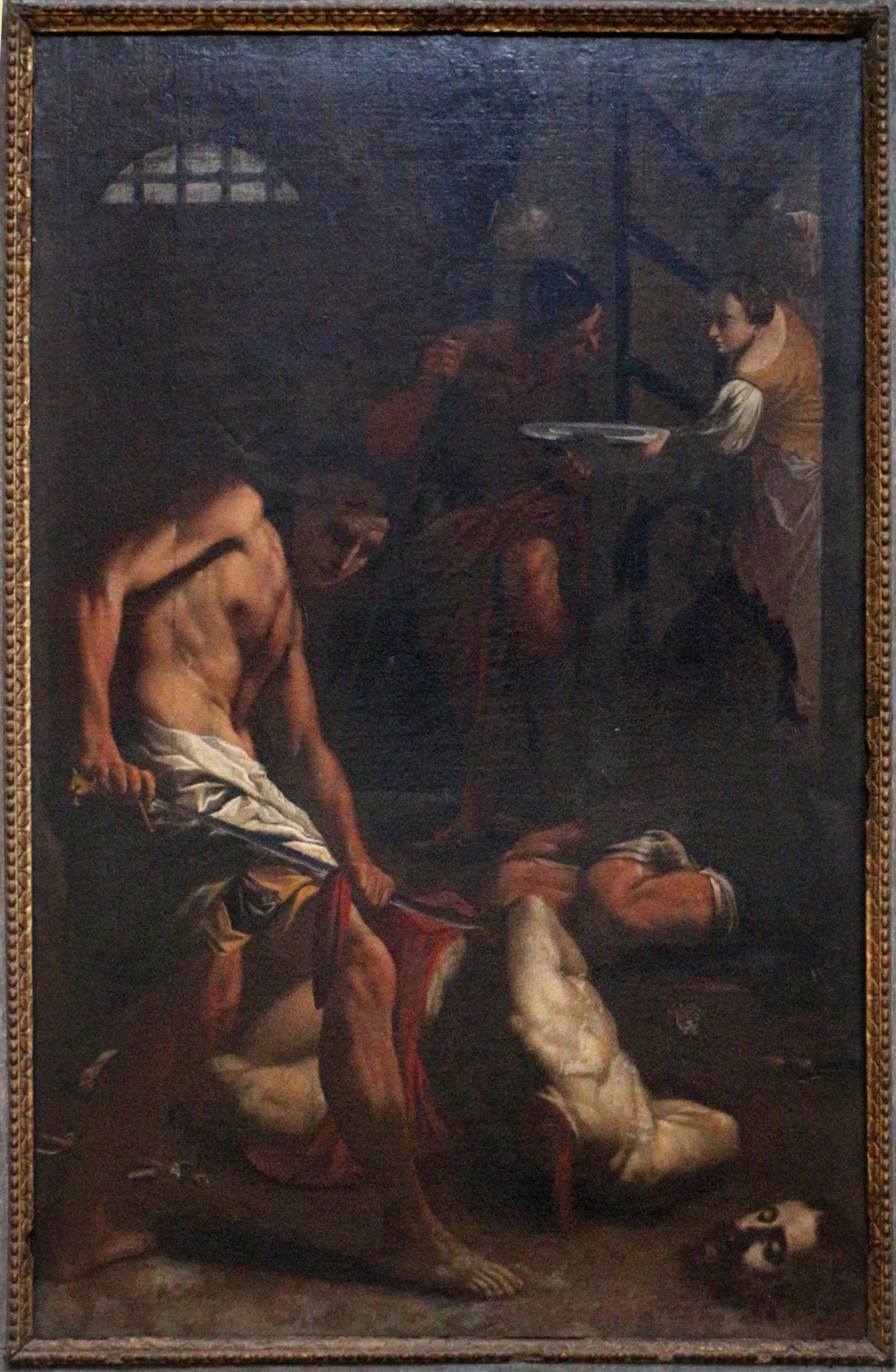
Carlo Bononi: Decollazione di Giovanni Battista

### Interni
L'interno è ad aula, con cappelle laterali e con un pavimento in calcare beige e profili in marmo nero. Le tre campate sono separate da lesene, con capitelli che reggono una trabeazione che segue tutta l'aula. La volta è a botte. 
Il presbiterio è leggermente rialzato e vi si arriva da un arco santo retto pure questo la lesene. L'abside è semicircolare.
Nel presbiterio si trova l'altare maggiore adattato alle esigenze liturgiche richieste dal Concilio Vaticano II e che conserva la pala d'altare:  Vergine del Rosario e i santi Domenico e Giustina, pregevole lavoro del comacchiese Cesare Mezzogori eseguita nel 1661, l'artista fece una rielaborazione della Pala della Peste, lavoro di Guido Reni datato 1631. La tela fu commissionata da Francesco Samaritani confratello della Congregazione del Santissimo Rosario, che aveva la gestione sulla chiesa.
Nella cappella laterale destra si conserva il dipinto Decollazione di San Giovanni Battista, opera di Carlo Bononi, dipinto che propone la crudele rappresentazione dell'attimo finale della vita del Battista. Il lavoro è collegabile al teatro popolare di Ludovico Carracci, che l'artista aveva sicuramente incontrato.
La cappella di sinistra espone il dipinto: Annunciazione dell'Angelo Gabriele a Maria, questo lavoro fu erroneamente considerato un'opera fiamminga, ma da alcuni studi parrebbe essere un lavoro di Jacopo Bambini pittore attivo nel ferrarese a cavallo tra il XVIe il XVII secolo, alunno di Domenico Mona. Il dipinto raffigura Maria in preghiera, mentre l'angelo annunciatore entra volando nella stanza, in alto l'immagine di Dio Padre che compie il gesto di benedire la donna che diventerà la madre del suo Figlio. Tra loro l'immagine dello Spirito Santo. Nella parte inferiore della tela vi sono i due offerenti in preghiera.
La chiesa conserva anche la statua lignea della Madonna del Rosario, l'opera fu acquistata grazie a una donazione in denaro alla Confraternita del Santo Rosario. L'atto di donazione, del 1674, chiedeva espressamente la realizzazione di una statua lignea raffigurante la Vergine del Santissimo Rosario con il Bambino. L'opera rappresenta la Madonna, in posizione frontale, vestita con una tunica bianca, seduta su di una cattedra, con una capigliatura molto separata, e con il Bambino posto sulle sue ginocchia. La scultura è di ignota realizzazione.

Degli anni cinquanta del Novecento è l'affresco raffigurante Assunzione di Maria in cielo tra angeli e santi di Mario Capuzzo restaurata nel 1993 ad opera della moglie dell'artista.
Il fonte battesimale si trova a destra nella cappella centrale, e sul lato opposto c'è il confessionale.